# Модрище
Модрище или Модрища (на македонска литературна норма: Модриште) е село в Северна Македония, в община Брод (Македонски Брод).

## География
Селото се намира в областта Долно Поречие на десния бряг на река Треска (Голема).

## История
На километър северно от Модрище е разположена късноантичната и средновековна крепост Кале. Църквата на Модрищкия манастир „Свети Атанасий“ е изградена в 1728 година.
В XIX век Модрище е село в Поречка нахия на Кичевска каза на Османската империя. В „Етнография на вилаетите Адрианопол, Монастир и Салоника“, издадена в Константинопол в 1878 година и отразяваща статистиката на населението от 1873 година Модрища (Modrischta) е посочено като село с 16 домакинства със 78 жители българи.
Според статистиката на Васил Кънчов („Македония. Етнография и статистика“) от 1900 година Модрища е населявано от 130 жители българи християни и 35 българи мохамедани.
На Етнографската карта на Битолския вилает на Картографския институт в София от 1901 година Модрища е смесено село българи, помаци и албанци в Кичевската каза на Битолския санджак с 25 къщи.
Цялото село в началото на XX век е екзархийско. По данни на секретаря на Българската екзархия Димитър Мишев („La Macédoine et sa Population Chrétienne“) в 1905 година в Модрища има 144 българи екзархисти.
След Междусъюзническата война в 1913 година селото попада в Сърбия.
На етническата си карта на Северозападна Македония в 1929 година Афанасий Селишчев отбелязва Модрища като българско село.
По време на българското управление във Вардарска Македония в годините на Втората световна война, Никола А. Несторов от Байрамбунар е български кмет на Модрище от 5 септември 1941 година до 17 март 1942 година. След това кметове са Симеон В. Стоянов от Горна Лисина (17 март 1942 – 20 октомври 1942), Борис Хр. Иванов от Кръстоар (25 декември 1942 – 26 юли 1943) и Димитър Дим. Костов от Битоля (26 юли 1943 – 9 септември 1944).
Според преброяването от 2002 година селото има 39 жители – 38 македонци и 1 сърбин.